# Mthatha
Mthatha (voorheen Umtata) is een stad met 96.000 inwoners in de Zuid-Afrikaanse Oost-Kaap. Het was de hoofdstad van het voormalig thuisland Transkei in het oosten van het land en is tegenwoordig de hoofdplaats van de gemeente Koning Sabata Dalindyebo.
Het stadje werd gesticht in 1869 door de Richard Calverley die ook de eerste Chief Constable was. De familie van Calverley arriveerde met de immigranten van 1820 als onderdeel van het Britse immigratieprogramma in Port Elizabeth.
De N2 tussen Durban, Oost-Londen en Kaapstad doorkruist Mthatha.

## Subplaatsen
Het nationaal instituut voor de statistiek, Stats SA, deelt sinds de census 2011 deze hoofdplaats in in 28 zogenaamde subplaatsen (sub place), waarvan de grootste zijn:
Fort Gale • Ikwezi • Maiden Farm • Mbuqu • Mthatha Central • Ncambedlana • Ngangelizwe • Northcrest • Southernwood • Waterfall A • Waterfall B.

## Geboren nabij Mthatha
- Walter Sisulu (Engcobo, 1912-2003), anti-apartheidsactivist en leider van het ANC
- Nelson Mandela (Mvezo, 1918-2013), anti-apartheidsstrijder en president van Zuid-Afrika (1994-1999)
- Jeff Hawkes (1953), golfer
- Bantu Holomisa (Mqanduli, 1955), politicus